# Parc Nacional de la Vall de la Mort
El Parc Nacional de la Vall de la Mort (Death Valley National Park) és un parc nacional als estats de Califòrnia i Nevada situat a l'est de la Sierra Nevada a la Great Basin (Gran Conca), una zona extremadament àrida dels Estats Units. El Monument Nacional de la Vall de la Mort va ser declarat el 1933. El parc va ser ampliat substancialment i es va convertir en un parc nacional el 1994. El parc protegeix el cantó nord-oest del Desert de Mojave (Mojave Desert). Conté un ambient desèrtic de diverses salines, dunes de sorra, badlands (males terres), valls, canyons i muntanyes. És el parc nacional més gran dels 48 estats continentals i ha estat declarat una Reserva de la Biosfera de la UNESCO. Aproximadament un 95 per cent del parc ha estat designat una àrea salvatge. És el més càlid i sec dels parcs nacionals dels Estats Units. El segon punt més baix de l'hemisferi occidental es troba a la Badwater Basin (Conca d'Aigua Dolenta), que es troba 86 metres sota el nivell del mar. El parc és la llar de moltes espècies de plantes i animals que s'han adaptat a aquest ambient desèrtic. Alguns exemples inclouen la governadora, el mufló de les muntanyes Rocoses, el coiot, i el peix cadellet de la Vall de la Mort (Cyprinodon salinus salinus) que és un peix que ha sobreviscut des dels temps més humits.
Una sèrie de grups indígenes habitaven la zona des d'èpoques antigues (7000 aC). Més recentment, els timbisha, al voltant de l'any 1000 aC emigraren entre els campaments d'hivern a les valls i els camps d'estiu a les muntanyes. Un grup d'euro-americans que es van quedar encallats a la vall el 1849 a la recerca d'un accés directe als camps d'or de Califòrnia va donar el nom actual a la vall tot i que només un del seu grup va morir. Diverses ciutats d'efímera existència van sorgir al final del segle xix i a principis del segle xx com a resultat de l'extracció d'or i plata. L'única mena rendible a llarg termini era el bòrax, que va ser traslladat fora de la vall amb els anomenats "twenty-mule teams" (equips de vint muls, que de fet eren carros tirats per 18 muls i dos cavalls). La vall, pel seu particular estil de vida dur, es va convertir en el tema de llibres, programes de ràdio, sèries de televisió i pel·lícules. El turisme es va incrementar en la dècada de 1920, quan es van construir estacions turístiques prop de Stovepipe Wells i Furnace Creek.
L'entorn natural de la zona s'ha format en gran part per la seva geologia. La vall en si és en realitat un graben. Les roques més antigues són àmpliament metamorfosades i tenen almenys 1700 milions d'anys. Antics mars càlids i poc profunds van dipositar sediments marins fins a la creació d'un rift que va obrir un accés a l'oceà Pacífic. Es va produir una sedimentació addicional fins que es va formar una zona de subducció prop de la costa. Això va aixecar la regió fora del mar i va crear una línia de volcans. Més tard l'escorça va començar a separar-se, creant la citada província geològica de Basin and Range (Conques i Serralades). Les valls llavors es van omplir amb sediments. Durant les èpoques humides dels períodes glacials, les valls es van omplir amb aigües, com ara el Llac Manly (Lake Manly).

## Història

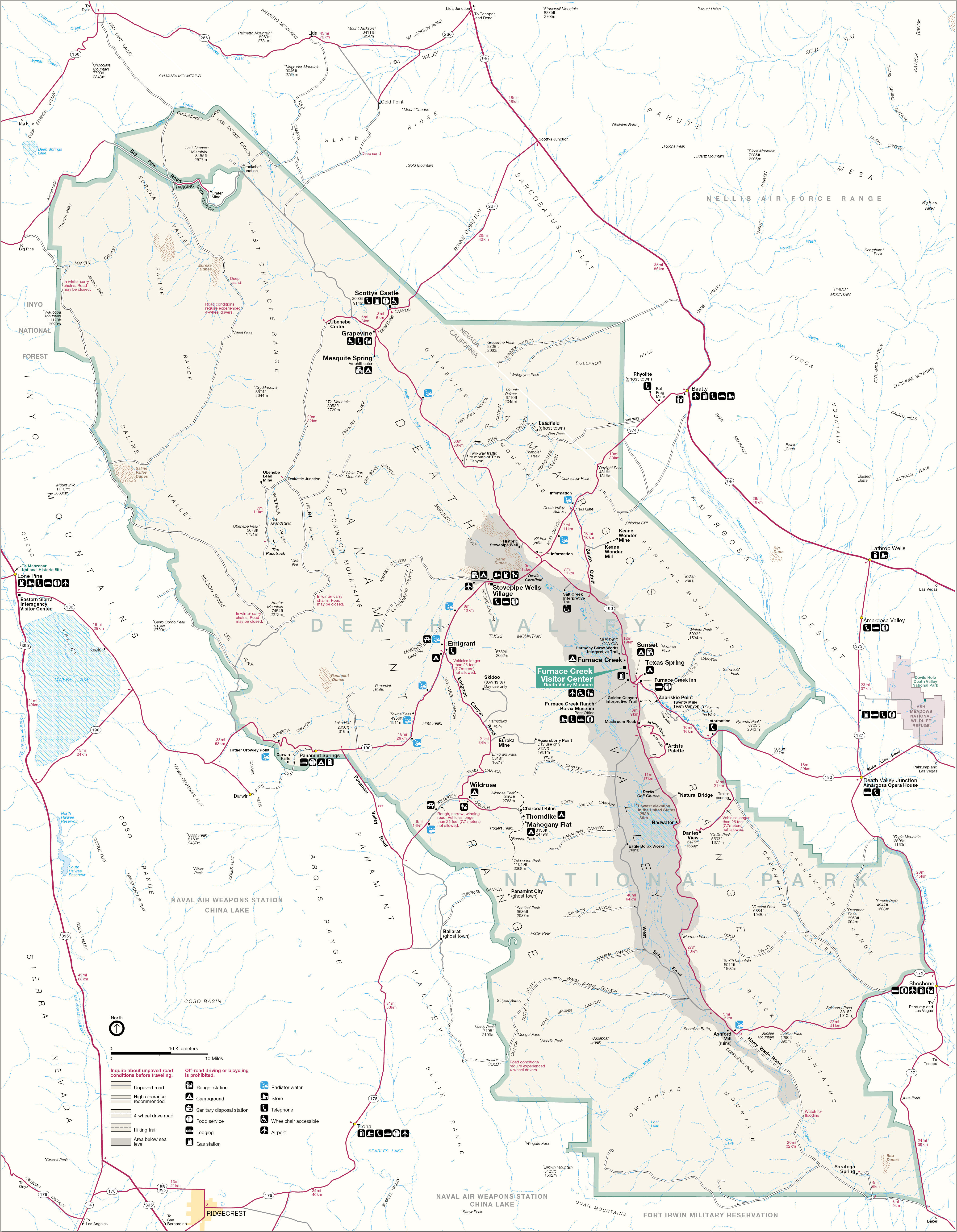
Mapa del parc

### Primers habitants
Se sap que quatre cultures ameríndies han viscut a la zona durant els últims 10.000 anys. El primer grup, de la cultura de Nevares Spring, eren caçadors i recol·lectors que van arribar a la zona el 7000 aC, quan encara hi havia llacs a la Vall de la Mort i la Vall de Panamint. En aquella època hi havia un clima molt més suau i els grans animals de caça eren encara abundants. Cap al 3000 aC la gent de la cultura de Mesquite Flat va desplaçar els primers habitants. Fa 2.000 anys la cultura de Saratoga Spring es va traslladar a la zona, quan ja s'havia convertit en un desert calent i sec. Aquesta cultura era més avançada en la caça i la recol·lecció i tenia coneixements d'artesania. Els habitants d'aquesta cultura van deixar patrons misteriosos de pedra a la vall.
Fa mil anys, els pobles nòmades anomenats timbisha (o shoshone) es van traslladar a aquesta àrea de bona caça. També van recol·lectar el mesquite i el pinyó per menjar. A causa de la gran diferència d'altitud entre el fons de la vall i les crestes de les muntanyes, especialment a l'oest, els timbisha practicaven un patró de migració vertical. Els seus campaments d'hivern es trobaven prop de les fonts d'aigua a les parts baixes de la vall. En pujar la temperatura de la zona durant l'estiu, les pastures i altres fonts d'alimentació maduraren en llocs cada cop més alts. Al novembre es trobaven a les crestes de les muntanyes on es recol·lectaven pinyons abans de tornar a la part inferior de la vall per a l'hivern. Diverses famílies timbisha vivien dins del parc a Furnace Creek. De fet, Timbisha és el nom natiu de Furnace Creek. Molts dels canastres artesanals que s'exhibeixen a l'Scotty's Castle són de la cultura timbisha, els integrants de la qual treballaven com a obrers i empleades domèstiques abans que el Servei de Parcs Nacionals es convertís en el gerent d'aquesta estació turística.
La febre de l'or de Califòrnia va portar les primeres persones d'ascendència europea a la zona. Al desembre de 1849 dos grups de viatgers de pell blanca, amb aproximadament 100 carros, van entrar a la Vall de la Mort per accident en cercar una drecera de l'Old Spanish Trail. Eren coneguts com a Grup Bennett-Arcane, i no van ser capaços de trobar una sortida de la vall durant moltes setmanes. Tanmateix van ser capaços de trobar aigua dolça en diverses fonts a la zona, però es van veure obligats a menjar-se els seus bous per sobreviure i a utitliztar la fusta dels seus carros per cuinar la carn. El lloc on va fer això avui es coneix com a "Camp de Carros Cremats" (Burned Wagon Camp) i es troba a prop de les dunes de sorra.
Després d'abandonar els seus carros, finalment van caminar fora de la vall. Just després d'abandonar la regió, una de les dones del grup va tornar i va dir "Adéu, Vall de la Mort", amb la qual cosa li va donar el seu nom actual a la vall. De fet, només un dels membres del grup, un ancià anomenat Culverwell, va morir mentre estava a la vall. William Lewis Manly, un altre membre del grup, va explicar els obstacles d'aquest viatge en un llibre autobiogràfic que va popularitzar la zona. Els geòlegs van batejar com a Llac Manly, en el seu honor, el llac prehistòric que en el passat havia omplert la vall.

### Auge i declivi de les mines

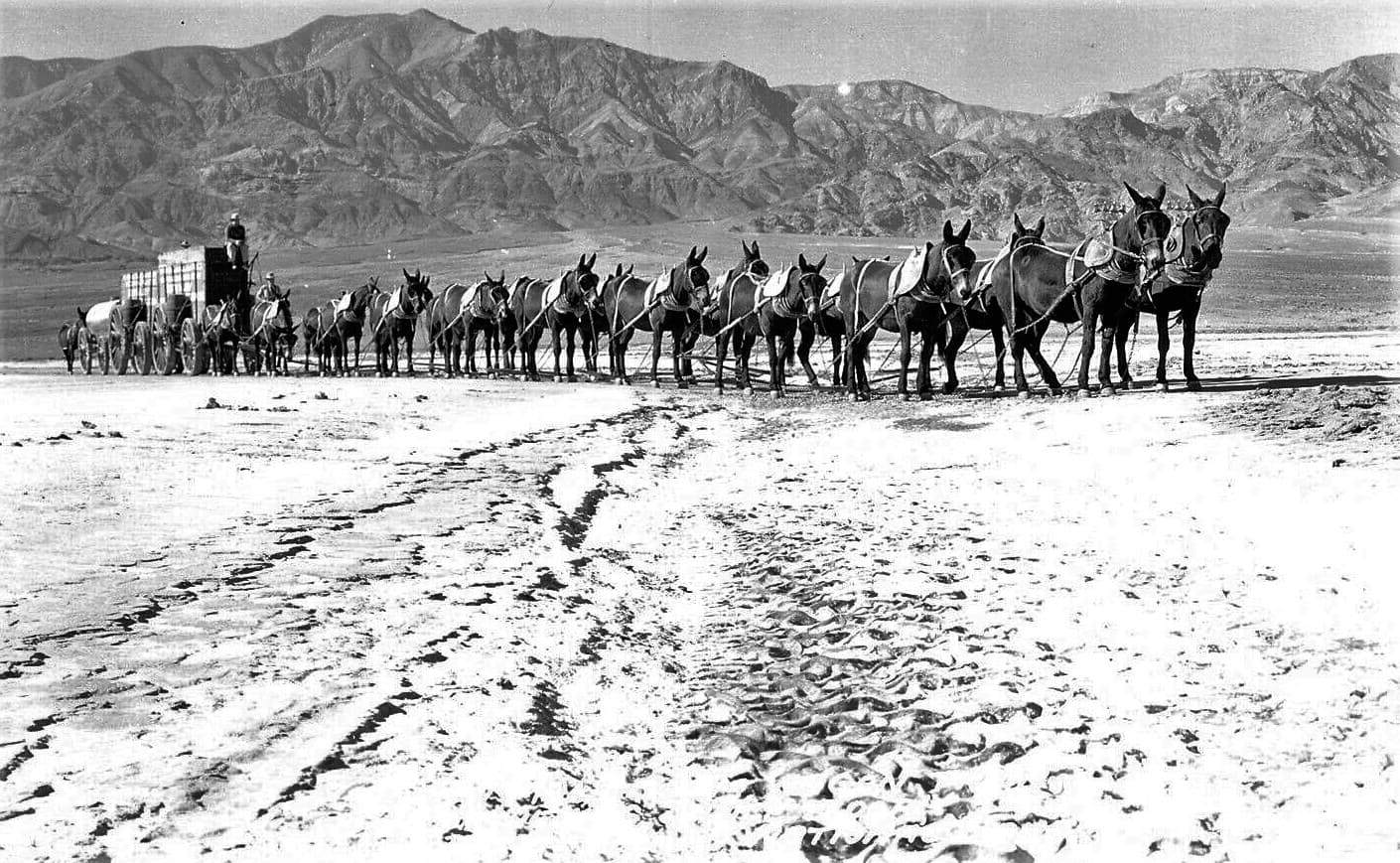
Un "equip de vint mules" a la Vall de la Mort

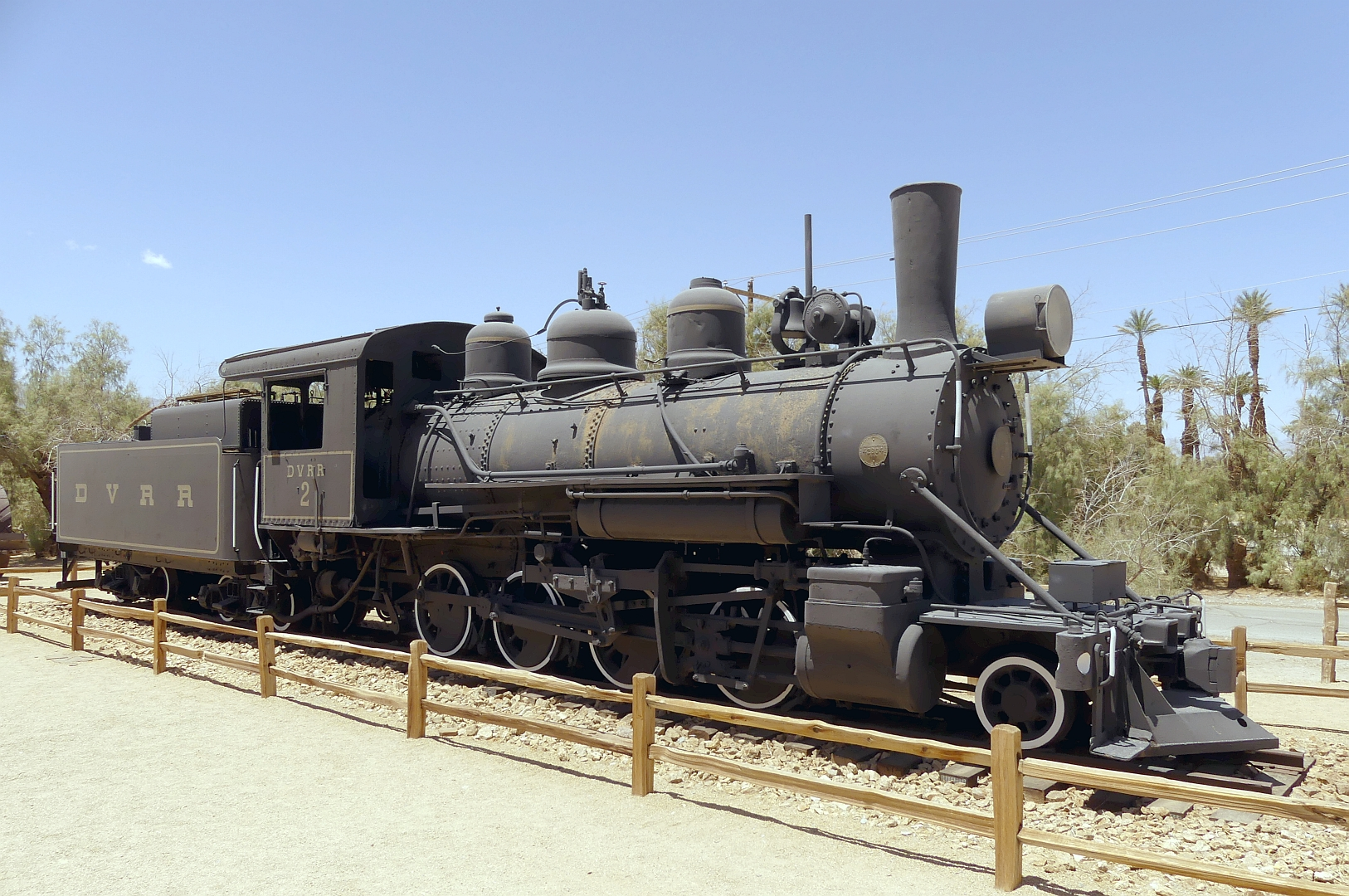
Locomotora històrica per al transport de bòrax fora de la Vall de la Mort (Museu Furnace Creek)

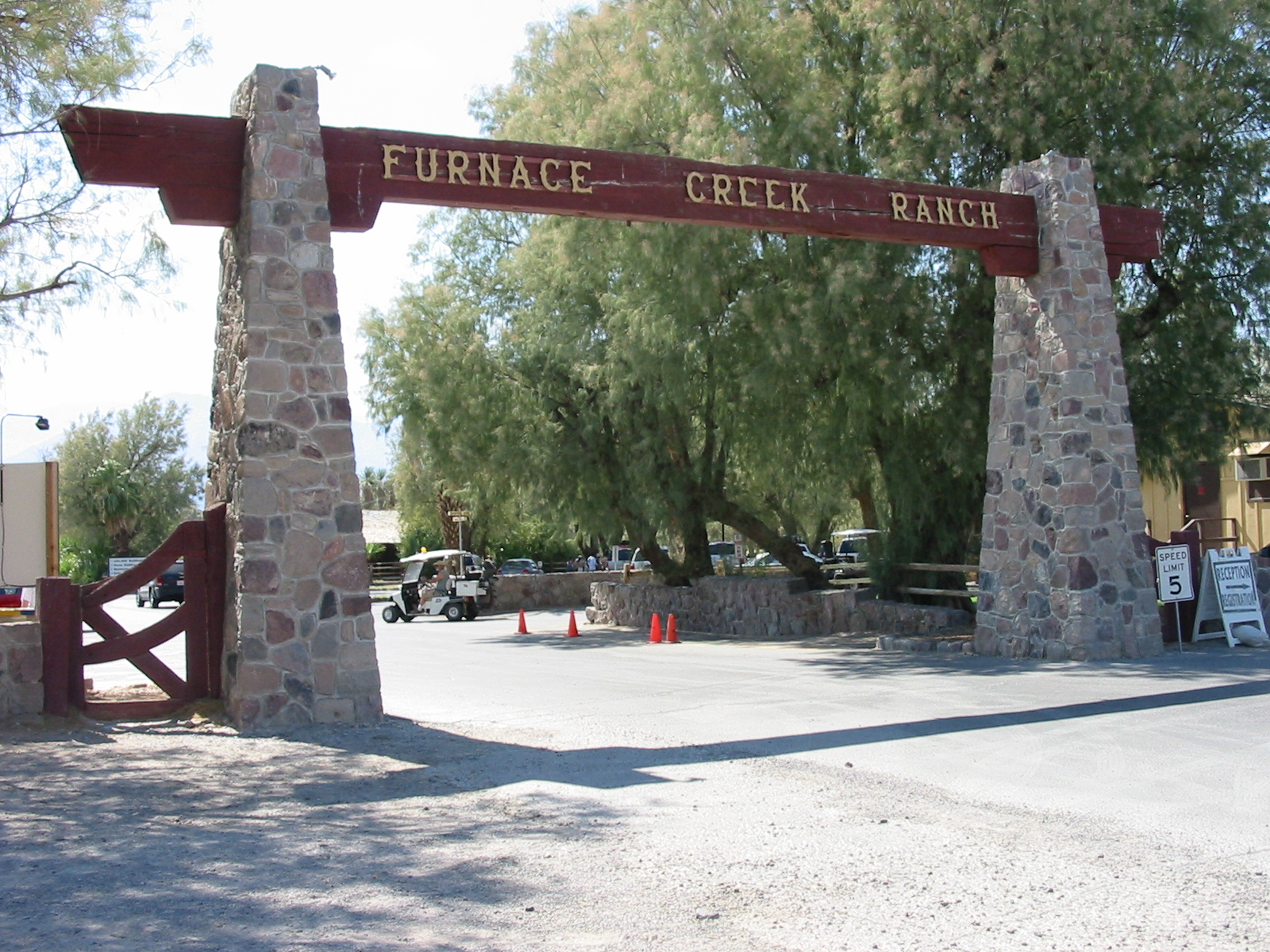
Entrada al Furnace Creek Ranch

Els minerals que estan més relacionats amb l'àrea també van ser els més fàcils de recollir i els més rendibles: els dipòsits evaporítics com ara les sals, el borat i el talc. El bòrax va ser trobat per Rosie i Aaron Winters prop del Furnace Creek Ranch (llavors anomenada Greenland o Groenlàndia) el 1881. Més tard, aquell mateix any, la companyia Eagle Borax Winters va realitzar la seva primera operació comercial del bòrax a la vall. William Tell Coleman va construir la fàbrica Harmony Borax Works i va començar a processar el mineral el 1883 (o potser a principi del 1884) fins al 1888. Aquesta companyia va produir el bòrax per a fabricar sabó així com per a usos industrials. El producte final es transportava 265 quilòmetres fins al ferrocarril pels anomenats "twenty-mule teams," que de fet van consistir en 18 mules i dos cavalls. La velocitat mitjana era de 3 quilòmetres per hora de manera que el viatge d'anada i tornada durava 30 dies.
Al desembre del 1903, dos homes de Ballarat, van començar la prospecció de plata. Un d'ells va ser un miner irlandès que es deia Jack Keane i l'altre un carnisser basc que es deia Domingo Etcharren. Keane va descobrir una immensa cornisa d'or per treballar. Aquest fet va començar una febre de l'or de curta durada a l'àrea. La mina de Keane, juntament amb les mines a Rhyolite (Nevada), Skidoo (Califòrnia) i Harrisburg (Califòrnia), van ser les úniques que podien extreure l'or en quantitats suficients per ser rendibles. La majoria de les empreses va tancar immediatament després que una curta sèrie de mines de prospecció no va donar proves substancials d'or o altre mineral. Aquestes mines es troben ara a tot el territori i poden representar un perill significatiu per als visitants. Els pobles propers a aquestes mines van florir durant la primera dècada del segle xx, però aviat es van reduir ràpidament en població després del pànic bancàri del 1907.

### Inicis del turisme
Les primeres instal·lacions turístiques a la Vall de la Mort eren tendes de campanya que es van establir durant la dècada de 1920 on ara es troba Stovepipe Wells. La gent acudia a les instal·lacions construïdes prop de fonts naturals per les seves supòsides propietats curativas. El 1927, una de les companyies d'explotació del bórax, Pacific Coast Borax, va convertir els allotjaments dels seus empleats en una estació turística, la Furnace Creek Inn. La deu a Furnace Creek va ser aprofitada per desenvolupar el complex, i com que l'aigua va ser utilitzada per al complex turístic, els pantans i els aiguamolls circumdants van començar a assecar-se.
En qualsevol cas, la vall es va convertir en una destinació popular d'hivern. Altres instal·lacions van començar com a llocs per a escapades privades, però després es van obrir al públic. La més notable va ser la Death Valley Ranch, més coneguda com a Scotty's Castle. Aquest gran ranxo, construït a l'estil Spanish Revival es va convertir en un hotel al final dels anys 1930 i també es va convertir en una atracció turística en si. El gerent va afirmar que l'hotel era "el seu castell", que va ser construït amb els beneficis de la seva mina d'or. De fet, un home de negocis de Chicago, Albert Mussey Johnson, era l'amo de l'estació. No obstant això, va fomentar aquest mite com un mètode de publicitat.

### Protecció de la vall
El president Herbert Hoover va proclamar la zona com a monument nacional (d'acord amb la Llei d'Antiguitats o Antiquities Act), dins i al voltant de Vall de la Mort, l'11 de febrer de 1933, amb la qual es van protegir prop de 8.000 quilòmetres quadrats del sud-est de Califòrnia i parts petites del sud-oest de Nevada. Els treballadors del Cos Civil de Conservació (CCC) van fer contribucions importants a la Vall de la Mort durant la Gran Depressió i després. Van construir casernes, 800 quilòmetres de carreteres, canonades d'aigua i línies telefòniques. Igualment, van construir un total de 76 edificis. També van construir molts senders a la Serralada de Panamint per arribar a punts d'interès paisatgístic. El CCC, un projecte del New Deal, va construir habitatges de tova i un lloc de comerç per als indis shoshone. Cinc llocs per acampar, banys per als visitants, una pista d'aterratge i diverses instal·lacions de pícnic també es van construir dins de les terres del nou monument nacional.
La creació del monument va causar un tancament temporal de les terres per a la prospecció i la mineria. No obstant això, la Vall de la Mort va ser oberta de nou amb rapidesa a la mineria per l'acció del Congrés al juny del mateix any. Com que les millores en la tecnologia minera van permetre el processament dels minerals dels graus inferiors, la mineria a la Vall de la Mort va canviar molt. Havien passat els dies del miner solitari de poca preparació, llargament associats amb el Far West. Les mines a cel obert van començar a clivellar el paisatge de manera substancial, i les corporacions mineres internacionals van comprar les concessions en zones molt visibles del monument nacional. El moviment de protesta que es va produir a continuació va donar lloc a una major protecció per a tots els parcs nacionals i monuments nacionals dels Estats Units.
El 1976 el Congrés dels Estats Units va aprovar la Llei de la Mineria als Parcs (Mining in the Parks Act), que va acabar amb la presentació de noves concessions mineres dins de la Vall de la Mort i va prohibir la mineria a cel obert. La llei també va exigir que el Servei de Parcs Nacionals examinés la validesa de milers de concessions mineres preexistents. La mineria es va reprendre de forma limitada el 1980, amb normes ambientals més estrictes. De tota manera, l'any 2005 una mina de bòrax subterrània situada a la vall es va tancar. Aquest fet va suposar la fi de l'explotació minera a la vall.
El Monument Nacional de la Vall de la Mort va ser designat com a Reserva de la Biosfera el 1984. El 31 d'octubre de 1994, el monument va ser ampliat en 5.300 quilòmetres quadrats i va ser designat com a parc nacional. El parc es va convertir així en el parc nacional més gran dins dels 48 estats continentals dels Estats Units.

## Geomorfologiaigeologia

### Història geològica

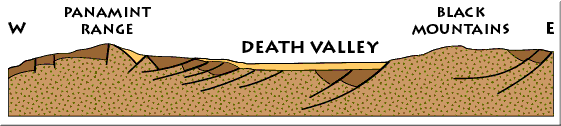
La conca de la Vall de la Mort està plena de sediments (en groc clar) procedents de l'erosió de les muntanyes. Les línies negres mostren les falles existents.

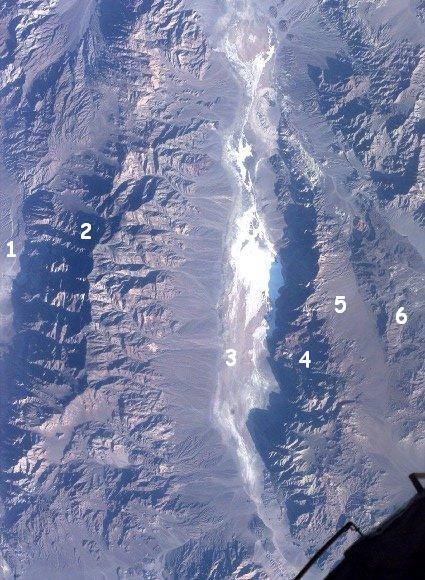
Els dipòsits blancs corresponen a l'antic llac Manly. Llegenda: 1=Vall de Panamint; 2=Serralada Panamint; 3= Vall de la Mort; 4=Black Mountains (al sud) i Serralada Amargosa; 5 i 6= Vall d'Amargosa i desert d'Amargosa.

El parc té una història geològica molt rica i diversa. Després de la seva formació, la regió ha patit almenys quatre períodes d'activitat volcànica intensa, tres o quatre períodes de sedimentació, diversos períodes de deformació tectònica i almenys dos períodes de glaciació.
Se sap molt poc sobre la història de les roques més antigues a causa de l'excessiu metamorfisme. La datació radiomètrica dona una edat aproximada de 1700 milions d'anys per al metamorfisme, i el situa al Proterozoic.
Al mateix període quan la terra sofria una glaciació, es va començar a obrir una esquerda i el mar va inundar les regions enfonsades. La zona esquerdada formava part d'un sistema de zones responsables de la creació del subcontinent Rodínia així com de la creació de l'oceà Pacífic. Va aparèixer una zona costanera, similar a l'actual costa atlàntica nord-americana (terres baixes costaneres i una plataforma ampla però sense volcans) molt prop d'on es troba l'actual ciutat de Las Vegas.
A l'oest es va començar a desenvolupar una conca oceànica, que va destruir totes les formacions anteriors. Els sediments van començar a acumular-se a la base dels precipicis submarins, i es va iniciar la formació de dues plataformes continentals oposades. Els primers fòssils de vida complexa es van trobar en aquestes formacions, entre ells els trilobites.
Als principis de l'era Mesozoica, el límit oest del continent nord-americà es va veure empès contra la plataforma oceànica del Pacífic. Això va provocar l'erupció dels volcans i l'elevació de les muntanyes. La costa es va desplaçar uns 300 quilòmetres cap a l'oest.
Fa uns tres milions d'anys, les zones de la Vall de la Mort i la Vall de Panamint van començar a separar-se, la qual cosa va donar origen a les dues valls separades. Abans que això ocorregués, les roques que avui es troben en la serralada de Panamint estaven situades al cim de les actuals Muntanyes Negres (Black Mountains) i les Muntanyes Cottonwood. El desplaçament lateral i vertical d'aquestes roques va provocar el moviment normal de les falles.
L'activitat ígnia associada amb aquest moviment es va provocar en un període d'entre 12 i 4 milions d'anys. La sedimentació es va concentrar a les valls i estava formada per materials erosionats de les serralades adjacents. La quantitat de sediment dipositat s'ha mantingut estable, amb el resultat que el sòl de la vall ha conservat la mateixa elevació durant el transcurs dels anys.

### Llac Manly
Les glaciacions del Plistocè van començar fa uns dos milions d'anys. El desglaç de les glaceres alpines a les properes muntanyes de la Sierra Nevada va alimentar una sèrie de llacs que es trobaven a les valls. El llac que va ocupar la Vall de la Mort que els geólegs han anomenat Llac Manly va ser l'últim dels llacs alimentats pels rius Amargosa i Mojave. El nom del llac prové de l'explorador William L. Manly que va ser entre els primers europeus que va travessar la Vall de la Mort el 1849.
Durant la glaciació, el llac va tenir les seves majors dimensions: entre 150 i 200 metres de profunditat; de 6 a 7 quilòmetres d'ample i uns 70 quilòmetres de llarg. El llac va desaparèixer a causa de l'evaporació provocada per l'escalfament general del planeta.
A Shoreline Butte es pot apreciar encara l'antic litoral on es veuen els efectes de l'onatge del Llac Manly. Les formacions són conseqüència dels diversos nivells assolits pel llac durant la seva existència. Com a llac que no disposava de cap sortida natural, el seu nivell es veia afectat pels continus canvis climàtics.

## Medi natural

### Clima
La vall de la Mort posseeix un clima desèrtic (menys de 150 mm de pluja a l'any). L'aridesa de la zona s'explica per la situació d'aquesta regió. La barrera que formen les muntanyes de Sierra Nevada bloquegen les precipitacions que arriben de l'oest. Els núvols es deixen caure tota la pluja sobre els cims i l'aire es torna molt sec en passar a l'altre costat. Aquest efecte Foehn provoca que la calor a la vall sigui molt elevada.
| Precipitacions a la vall de la Mort                            |       |        |      |       |      |      |       |       |          |         |          |          |       |
| Mes                                                            | Gener | Febrer | Març | Abril | Maig | Juny | Julio | Agost | Setembre | Octubre | Novembre | Desembre | Total |
| Precipitacions                                                 | 7,6   | 11,9   | 8,9  | 3,0   | 1,7  | 1,3  | 3,3   | 3,5   | 4,5      | 2,5     | 4,8      | 57,9     | 112   |
| Font: Pàgina oficial del Parc Nacional de la Vall de la Mort.. |       |        |      |       |      |      |       |       |          |         |          |          |       |

### Flora
Malgrat la seva reputació com un desert sense vida, la Vall de la Mort conté una gran diversitat de plantes. A les elevacions més baixes es troben la governadora, el grèvol del desert (Atriplex hymenelytra), i el mesquite. Als nivells sub-alpins hi ha diverses espècies del pi. La salina està desproveïda de vegetació, mentre que la resta del fons de la vall i els vessants més baixos tenen escassa cobertura. No obstant això, on l'aigua està disponible, sol haver-hi abundància de vegetació.

### Fauna

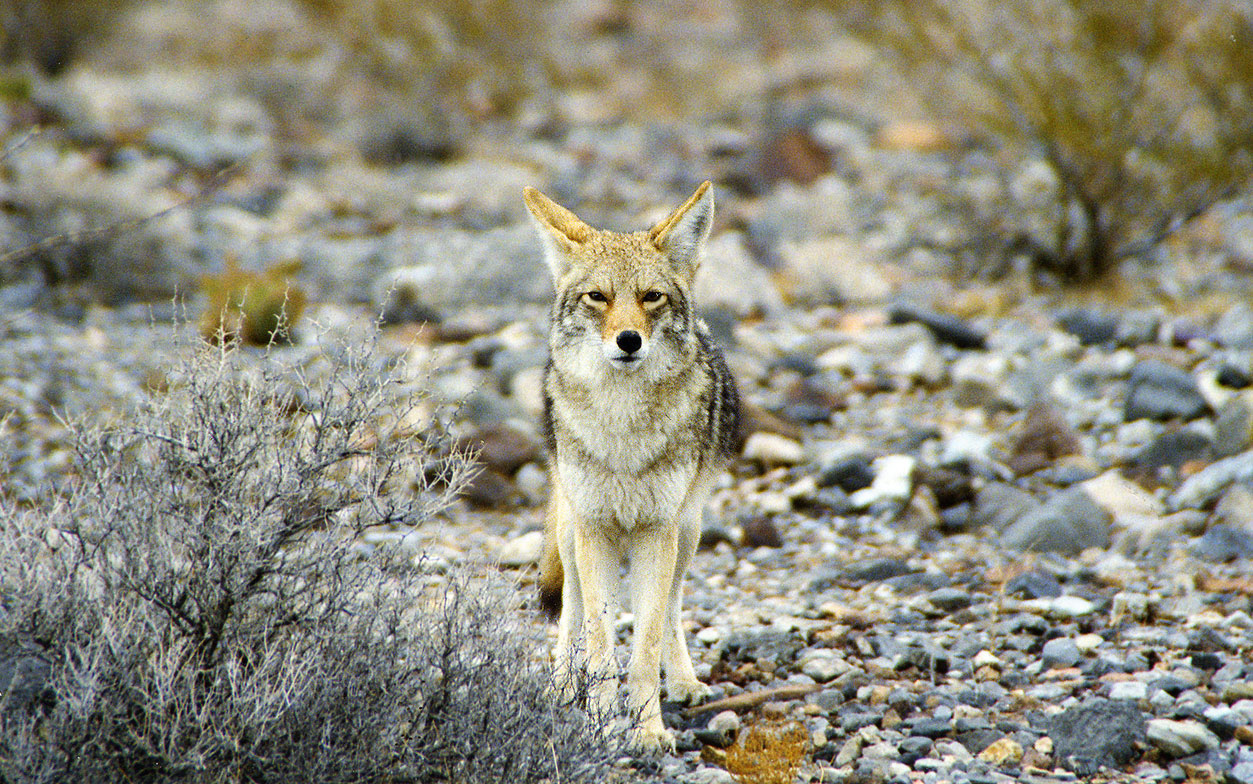
Coiot a la Vall de la Mort.

La fauna és també molt variada. Es poden trobar 51 espècies autòctones de mamífers, 307 espècies d'ocells, 36 espècies de rèptils, tres d'amfibis i dues de peixos (a la zona de Salt Creek i Cottonwood Marsh). Encara que són més freqüents els petits mamífers, al parc hi ha coiots, guineus, linxs, pumes i cérvols muls.

## Llocs d'interès

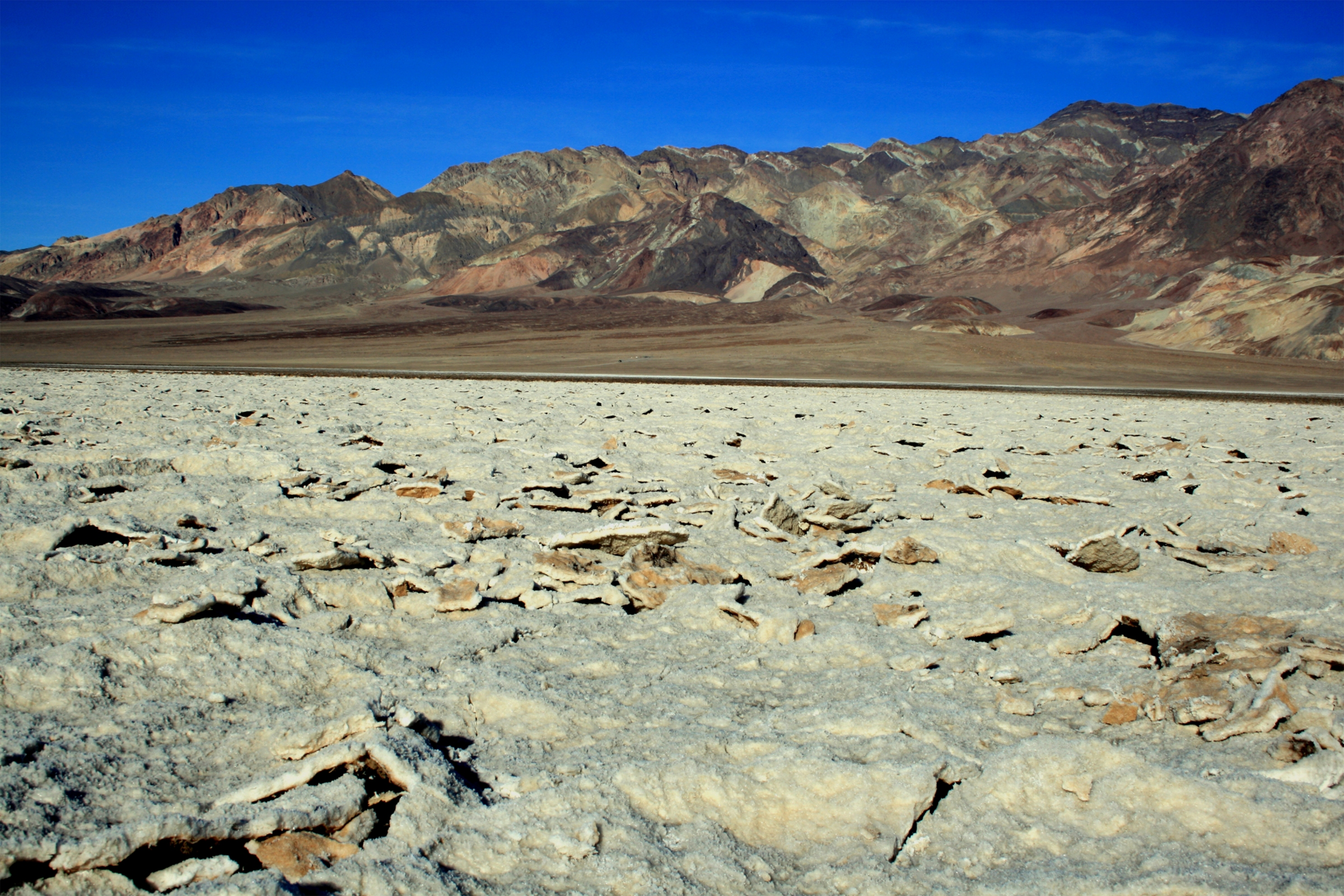
Devil's Golf Course.

- Artist's Palette (Paleta de l'Artista), està situat en el vessant de les Black Mountains i destaca per la diversitat de color de les seves roques. Aquesta variació de colors prové de l'oxidació dels metalls: el color vermell i el groc provenen de les sals de ferro; el verd de la descomposició de la mica; i el color porpra del manganès.[22]
- Badwater Basin és una zona de sòl salí on es troba el segon punt més baix de l'hemisferi occidental a uns 86 metres sota el nivell del mar.[22] Aquestes salines es van formar en assecar-se el Llac Manly fa des d'uns 2000 anys fins a 3000 anys. L'àrea presenta un sòl de color blanc provocat pels cristalls de sal.
- Charcoal Kilns (Forns de Carbó) es van construir el 1867 per transformar els pinyons en carbó vegetal que més tard s'utilitzaven com a combustible en les mines de la vall. Van ser restaurats el 1971 per un grup de Navajos.[23]
- Dante's View ofereix una panoràmica especial de la zona central del parc gràcies a la seva altura, ja que està situada a 1.700 msnm.[22]
- Devil's Golf Course (Camp de Golf del Diable) és una zona de salines en la qual s'ha format una sèrie de clots que confereixen al lloc un aspecte estrany i fantasmal.[22]
- Es troben les Eureka Dunes,[24] unes dunes de sorra, al nord de la vall. Gràcies a la facilitat d'accés per carretera, les dunes han aparegut en diverses produccions de Hollywood, entre elles la sèrie de pel·lícules de Star Wars.
- Racetrack Playa,[25] que es troba a prop de l'històric Scotty's Castle,[26] és un llac sec estacional famós per les seves "sailing stones" (pedres de vela), grans roques que es desplacen per l'acció de forces naturals sense intervenció humana ni animal.[27]
- Zabriskie Point ofereix una vista de formacions geològiques multicolors. Va ser una de les zones en les quals es van realitzar explotacions de bòrax. El director de cinema Michelangelo Antonioni va realitzar el 1970 una pel·lícula del mateix nom.[22]
- Hi ha famoses estacions turístiques[28] dins del parc: Stovepipe Wells Village,[29] Furnace Creek Inn, Furnace Creek Ranch[22] i Panamint Springs Resort.[23]